# Moguncja

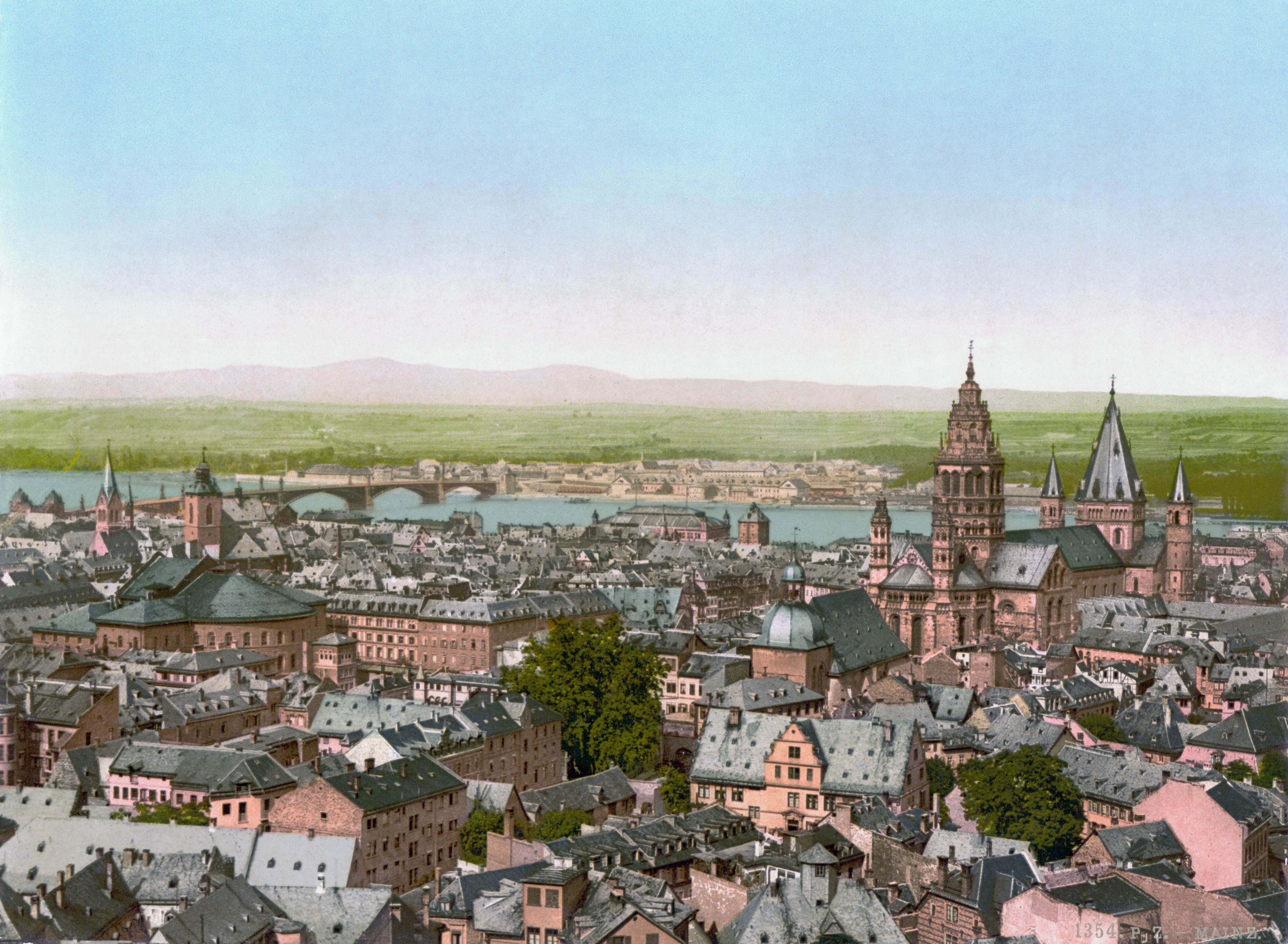
Panorama miasta – około 1890 r.

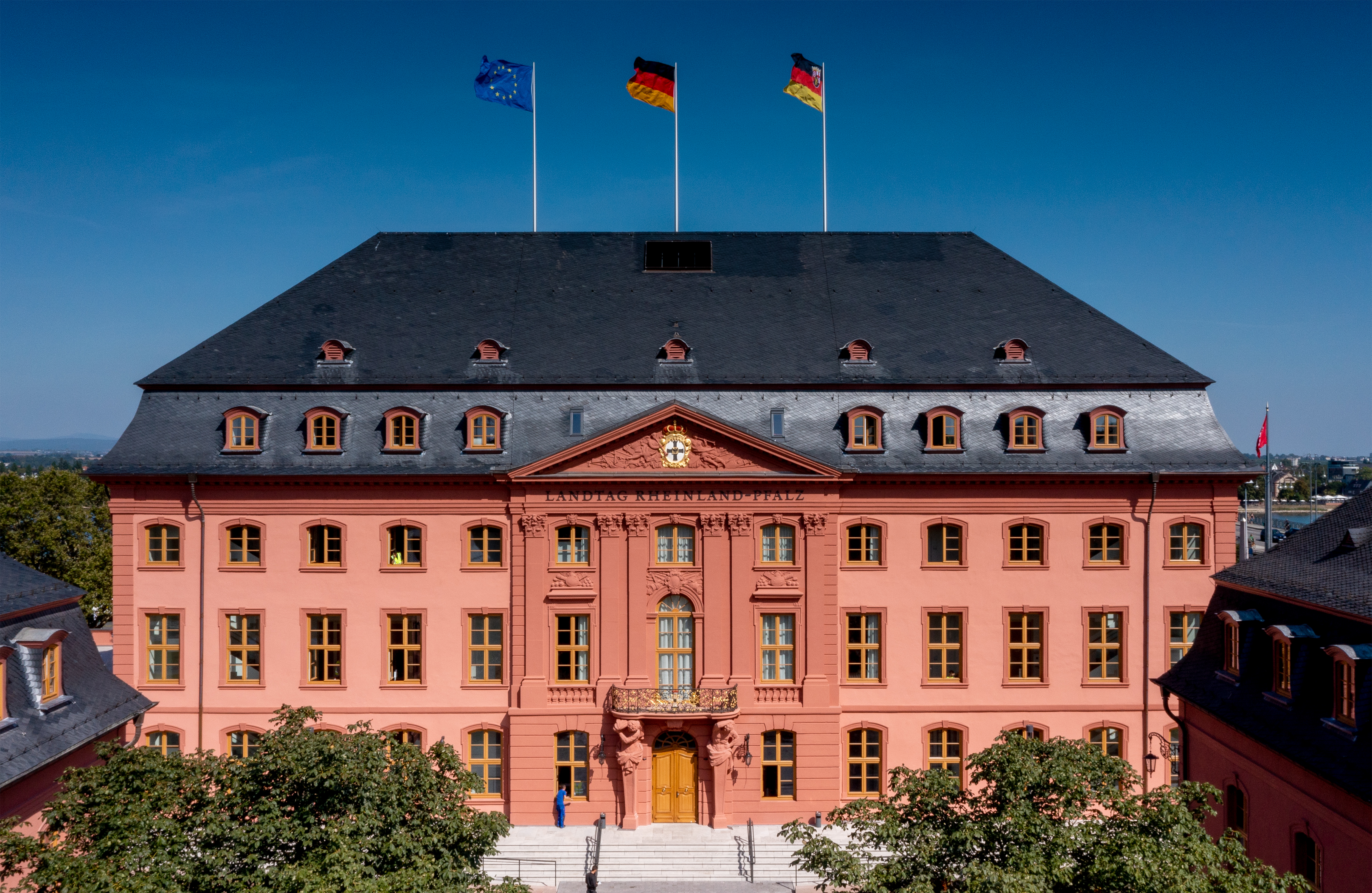
Budynek Landtagu Nadrenii-Palatynatu

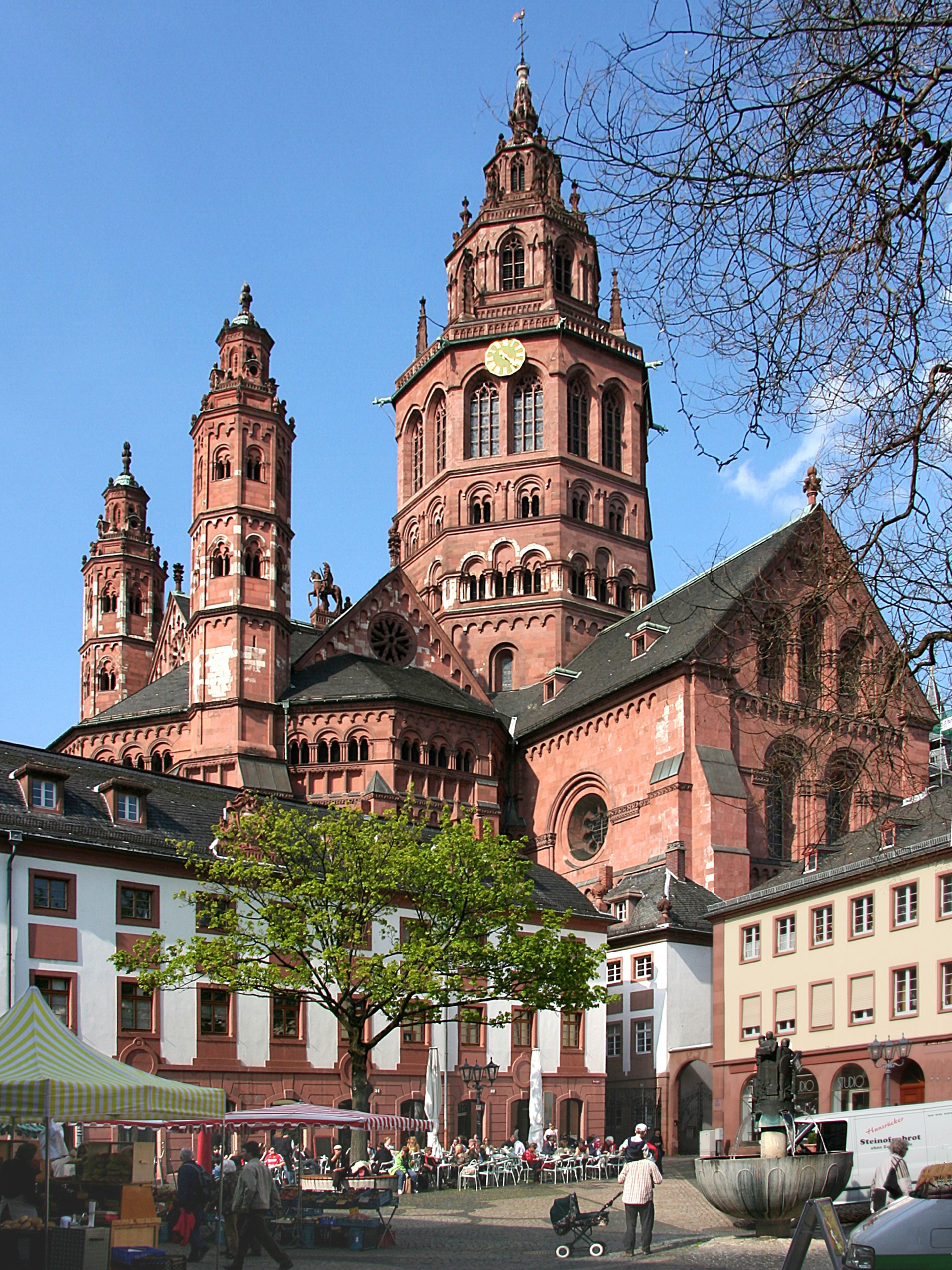
Katedra pw. św. Marcina i Stefana (St. Martin und St. Stefan)

Moguncja (niem. Mainz; fr. Mayence, łac. Moguntiacum/Mogontiacum) – miasto na prawach powiatu nad Renem w Niemczech, obecna stolica kraju związkowego Nadrenia-Palatynat, dawna stolica Arcybiskupstwa Moguncji w czasach Świętego Cesarstwa Rzymskiego. W starożytności Moguncja była twierdzą dominującą na zachodnim brzegu Renu, jako część północnych kresów Cesarstwa Rzymskiego.
Miasto jest położone  w zachodniej części aglomeracji Ren-Men, zdominowanej przez Frankfurt nad Menem. Znajduje się naprzeciw Wiesbaden, z którym jest połączone mostem Theodora Heussa. Moguncja jest kolebką drukarstwa europejskiego i światowego na przemysłową skalę za sprawą jej znamienitego rzemieślnika Johannesa Gutenberga.
W 2018 roku miasto liczyło około 216 tys. mieszkańców.

## Historia
- założone przez Celtów ok. 40 p.n.e.
- następnie miasto rzymskie Mogontiacum, stolica rzymskiej prowincji Germania Superior
- 343 – powstanie biskupstwa Moguncji
- od 745 siedziba arcybiskupstwa
- 1356–1806 – siedziba arcybiskupa-elektora Rzeszy, jednego z trzech najważniejszych duchownych w Rzeszy
- 1631–1635 – okupowana przez Szwedów
- pod koniec XVIII w. zajęta przez Francję – w okresie napoleońskim stolica departamentu Mont-Tonnerre
- 1815 – miasto przypadło księstwu Hesja-Darmstadt
- 1866 – inkorporacja miasta przez Królestwo Prus
- 1918–1930 – okupacja Moguncji przez Francję
- duże zniszczenia w czasie II wojny światowej, centrum miasta zniszczone w ok. 80%[2].
- 1945 – przyłączenie dzielnicy Mainz-Kastel do Wiesbaden
- do 1949 r. we francuskiej strefie okupacyjnej

## Podział administracyjny
Miasto podzielone jest na 15 jednostek administracyjnych (Ortsbezirk):
- Altstadt
- Bretzenheim
- Drais
- Ebersheim
- Finthen
- Gonsenheim
- Hartenberg-Münchfeld
- Hechtsheim
- Laubenheim
- Lerchenberg
- Marienborn
- Mombach
- Neustadt
- Oberstadt
- Weisenau

## Zabytki i turystyka
- romańska katedra katolicka pw. św. Marcina i Stefana (Dom Sankt Martin und Stefan) z XI wieku, przebudowywana w XIII i XVIII w. Katedra posiada dwa naprzeciwległe chóry (rozwiązanie charakterystyczne dla niemieckiej architektury romańskiej) i zachodni transept. Skrzyżowanie naw wieńczy ośmioboczna wieża. Dwie okrągłe wieże wtopione są w ramiona transeptu.
- dom Haus zum Römischen Kaiser z muzeum Jana Gutenberga
- Stare Miasto (Altstadt) z wieloma budynkami z muru pruskiego
- późnokaroliński kościół św. Jana (Sankt Johanniskirche)
- gotycki kościół św. Kwintyna (Sankt Quintin)
- barokowy kościół farny (Sankt Peter)
- kościół (Sankt Ignatz)
- kościół św. Szczepana (Sankt Stephankirche) z witrażami Marca Chagalla
- Nowa Synagoga przy Hindenburgstr. 44
- pałac książęcy (Kurfürstlisches Schloß) z XV w., przebudowany w XVI, XVII i XVIII w. Mieści się w nim Muzeum Historii Rzymsko-Germańskiej (Römisch-Germanisches Zentralmuseum(inne języki))
- historyczna twierdza (Zitadelle Mainz) z XVII w., na jej terenie znajduje się kolumna z czasów starożytnego Rzymu (Drususstein)

Do atrakcji turystycznych zalicza się: Karnawał w Moguncji (Mainzer Fastnacht), Festiwal Wina w Moguncji (Mainzer Weinmarkt) i Johannisnacht (Mainz) (Noc Świętojańska w Moguncji). Dużą atrakcją turystyczną jest także samo położenie nad Renem – zwłaszcza w okresie letnim – tzw. Rhein in Flammen (widowiskowy pokaz sztucznych ogni). Z miastem związany jest również kompozytor Peter Cornelius, który się tutaj urodził (24 grudnia 1824) i wychował. Zmarł również w Moguncji 26 października 1874.

## Polityka lokalna
- Nadburmistrz: Michael Ebling (SPD)
- Stadtrat (Rada miejska po wyborach 2019)[3]:
  - Zieloni: 17 radnych
  - CDU: 14 radnych
  - SPD: 12 radnych
  - FDP: 4 radnych
  - Die Linke: 4 radnych
  - AfD: 3 radnych
  - ÖDP: 2 radnych
  - Die PARTEI: 1 radny
  - FW: 1 radny
  - Piraci: 1 radny
  - Volt: 1 radny

## Gospodarka
W mieście rozwinął się przemysł elektroniczny, precyzyjny, maszynowy, metalowy, chemiczny, szklarski, poligraficzny oraz spożywczy.

### Transport
Przez miasto lub w jego pobliżu przebiegają autostrady A60, A63 i A643 oraz drogi krajowe B9 i B40.
W Moguncji mieści się port rzeczny o powierzchni ok. 30 ha i przeładunku ok. 1,3 mln ton rocznie.
Z Frankfurtem nad Menem i Wiesbaden łączy Moguncję linia S8 (S-Bahn Rhein-Main).
W mieście znajduje się stacja kolejowa Mainz Hauptbahnhof i stacja Mainz Römisches Theater.

### Media
W Moguncji znajduje się główna siedziba i centrum nadawcze publicznej telewizji ZDF.

## Oświata i nauka
- Uniwersytet Johannesa Gutenberga w Moguncji (Johannes Gutenberg-Universität Mainz)
- Hochschule Mainz
- Katholische Hochschule Mainz(inne języki)
- Instytut Chemii Maxa Plancka (Max-Planck-Institut für Chemie – Otto-Hahn-Institut)
- Instytut Badań nad Polimerami Maxa Plancka (Max-Planck-Institut für Polymerforschung)

## Sport
- Klub piłkarski 1. FSV Mainz 05 występujący w niemieckiej 1. Bundeslidze.

## Współpraca
Miejscowości partnerskie:
- Azerbejdżan: Baku
- Francja: Dijon, Longchamp
- Erfurt, Turyngia
- Izrael: Hajfa
- Stany Zjednoczone: Louisville
- Włochy: Rodengo
- Hiszpania: Walencja
- Wielka Brytania: Watford
- Chorwacja: Zagrzeb